# Catedral de Bissau

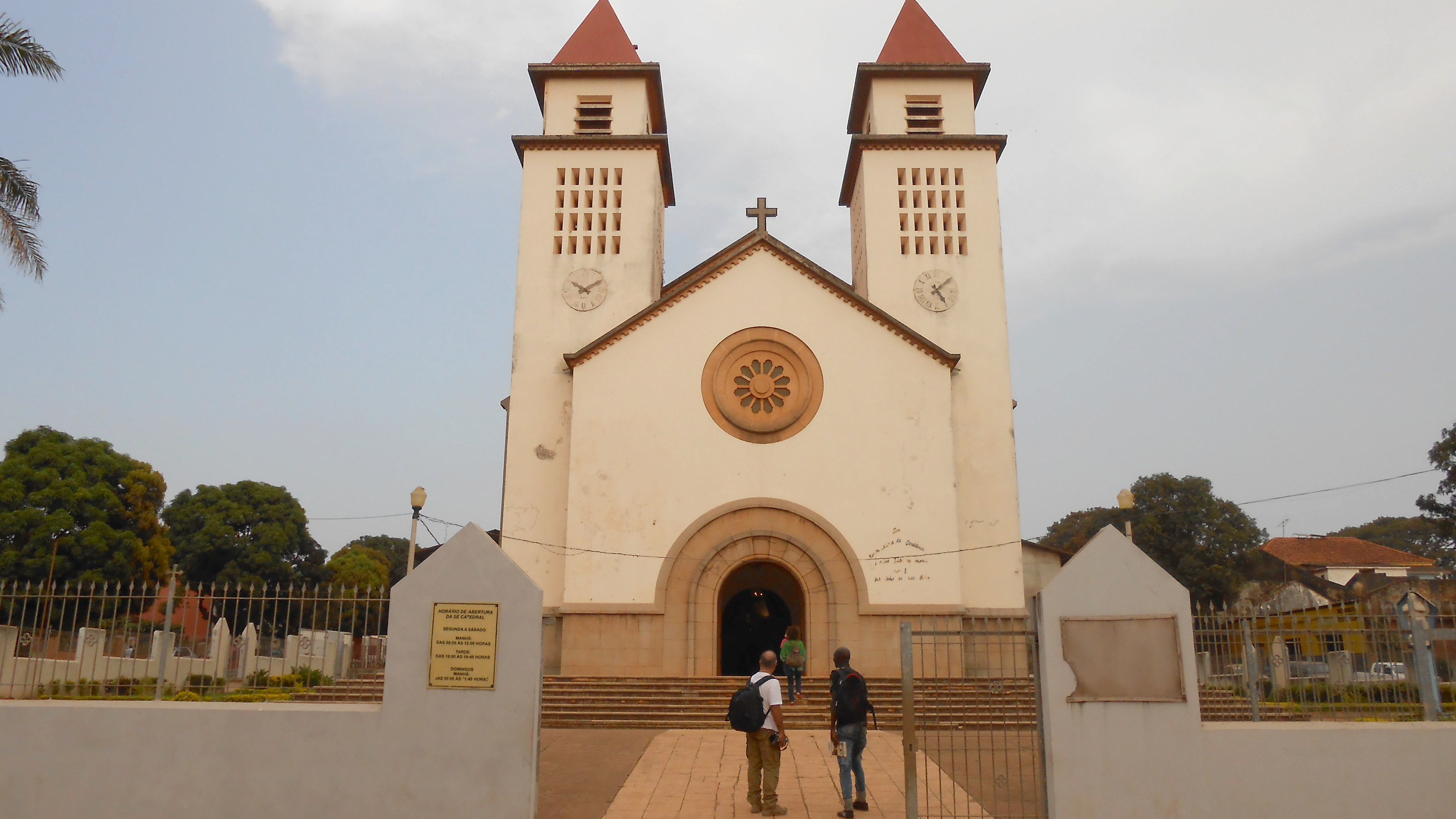
Entrada principal da Catedral de Bissau

A Catedral de Bissau, cujo nome completo é Sé Catedral de Nossa Senhora da Candelária é uma catedral católica romana localizada em Bissau, capital da Guiné-Bissau. Foi consagrada em Dezembro de 1950, constituindo o centro da Igreja Católica na Guiné-Bissau, assim como a sede da Diocese de Bissau desde a sua fundação em 1977. A Catedral está localizada no centro de Bissau, na Avenida Amílcar Cabral. A torre norte do edifício da igreja também serve como um farol, guiando os navios através do estuário do rio Geba e conduzindo-os ao porto de Bissau.

## Construção

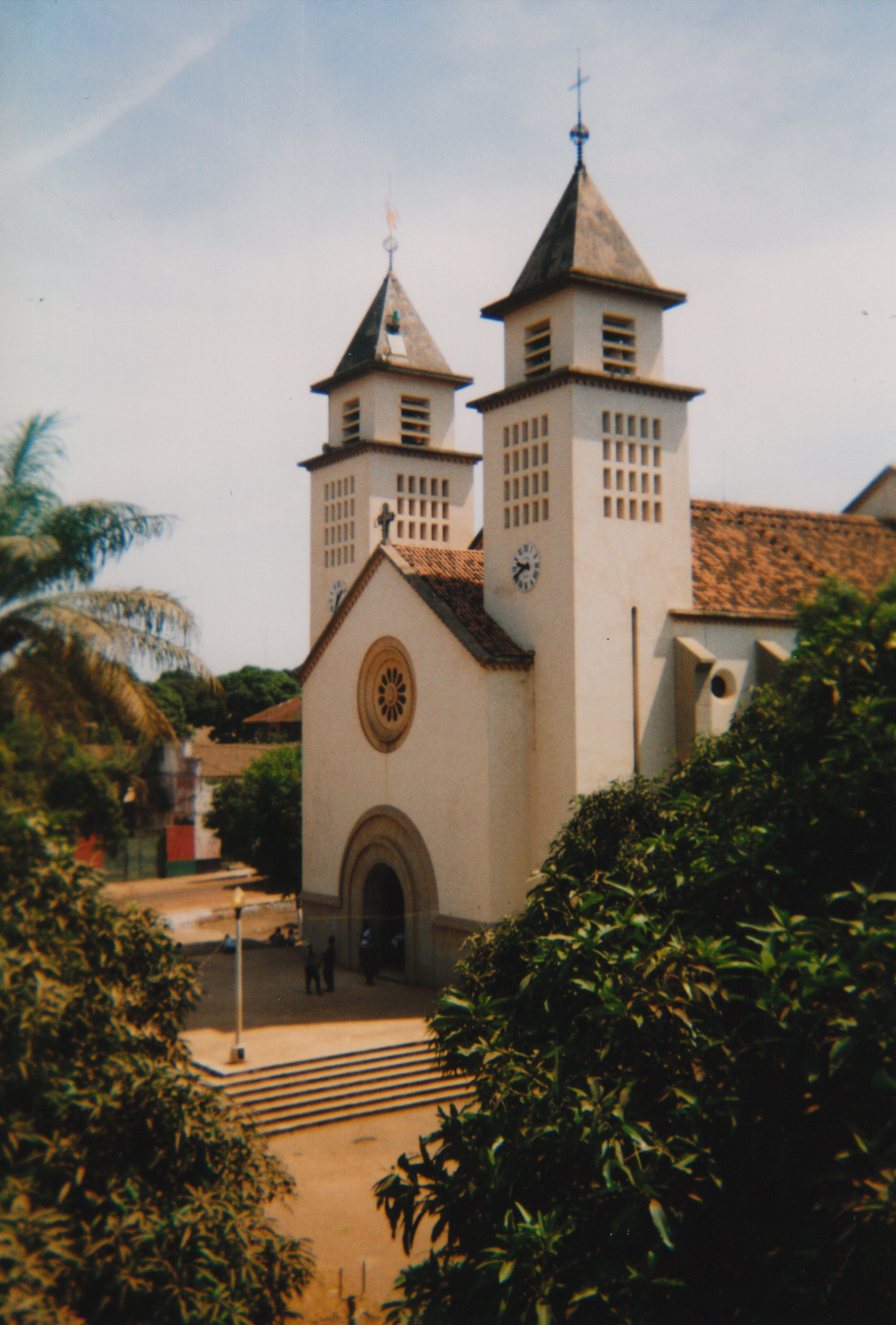
Vista lateral da Catedral

O início de construção da igreja actual deu-se a 28 de Maio de 1935 sobre um edifício existente, de expressão medievalista, por iniciativa do Padre Missionário José Pinheiro, sendo então Governador o General Carvalho Viegas.  Em 1942 teve projecto da autoria do arquitecto Vasco Regaleira, em 1945 proposta de alteração do edifício executada por Paulo Cunha, no âmbito da Brigada de Construção de Moradias, já em colaboração com o arquitecto João Simões.
O projecto de alteração ao edifício, assim como a memória descritiva, foram aprovadas a 28 de Novembro de 1945 por Marcello Caetano, então Ministro das Colónias, sendo elaborado entre 1946 e 1947 por João Simões, em colaboração com Galhardo Zilhão, no âmbito da primeira fase de produção do Gabinete de Urbanização Colonial (GUC), criado com o objectivo de urbanizar as colónias portuguesas com modelos mais de acordo com os parâmetros arquitectónicos preferidos pelo Estado Novo, reforçando a presença de uma "arquitectura de representação" na Guiné Portuguesa.
Face às preexistências construídas e projectadas, Simões e Zilhão contrapuseram um templo delineado dentro de um critério de simplicidade, por forma a contornar as grandes insuficiências de meios no campo da construção civil que se viviam então na Guiné Portuguesa. O projeto reflectiu uma abordagem racionalista, tanto no tratamento funcional como na preocupação económica, ostentando, no entanto, uma “portugalidade tropical”. O edifício resultante segue a primeira abordagem que os arquitectos do Estado Novo tentam em África: a elaboração de um estilo original para os trópicos, sem no entanto abdicar dos temas da arquitectura tradicional portuguesa. Pretendia-se então fixar um modelo, que o GUC começava a desenvolver, cruzando a tradição da arquitetura tropical de grandes varandas e duplos telhados ventilados, com uma arquitectura expressiva das construções do sul de Portugal.

## Sagração
A igreja foi sagrada a 7 de Dezembro de 1950, pelas 16 horas. No dia seguinte, às 8 da manhã, continuou a cerimónia de sagração, na presença do Bispo de Cabo Verde, do Perfeito Apostólico, Monsenhor José Ribeiro de Magalhães, e do Governador da Guiné, Raimundo Serrão, procedendo-se à consagração do altar. A inauguração propriamente dita teve lugar às 11 da manhã, com missa de Pontifical, tendo ao Evangelho pronunciado uma oração o franciscano padre Mário Branco, que viera expressamente de Lisboa para se associar às cerimónias da sagração.
A 9 de Dezembro, pelas 17 horas, uma grandiosa procissão partiu da igreja paroquial da Amura para a nova catedral, transportando as imagens sagradas, saindo pela porta sul da fortaleza, e percorrendo a Rua Oliveira Salazar e a Avenida da República, dando a volta à Praça do Império, e terminando na Catedral, já noite escura e com os sinos a tocar festivamente. Nessa mesma noite, pelas 21h30, realizou-se no Salão Nobre do Tribunal da Comarca uma sessão solene, enquadrada ainda no programa das festas da Sagração da Catedral de Bissau, e presidida pelo Governador da Colónia. Nela falaram o juiz da comarca da Guiné, Dr. Agostinho de Carvalho, e o Perfeito Apostólico.

## História

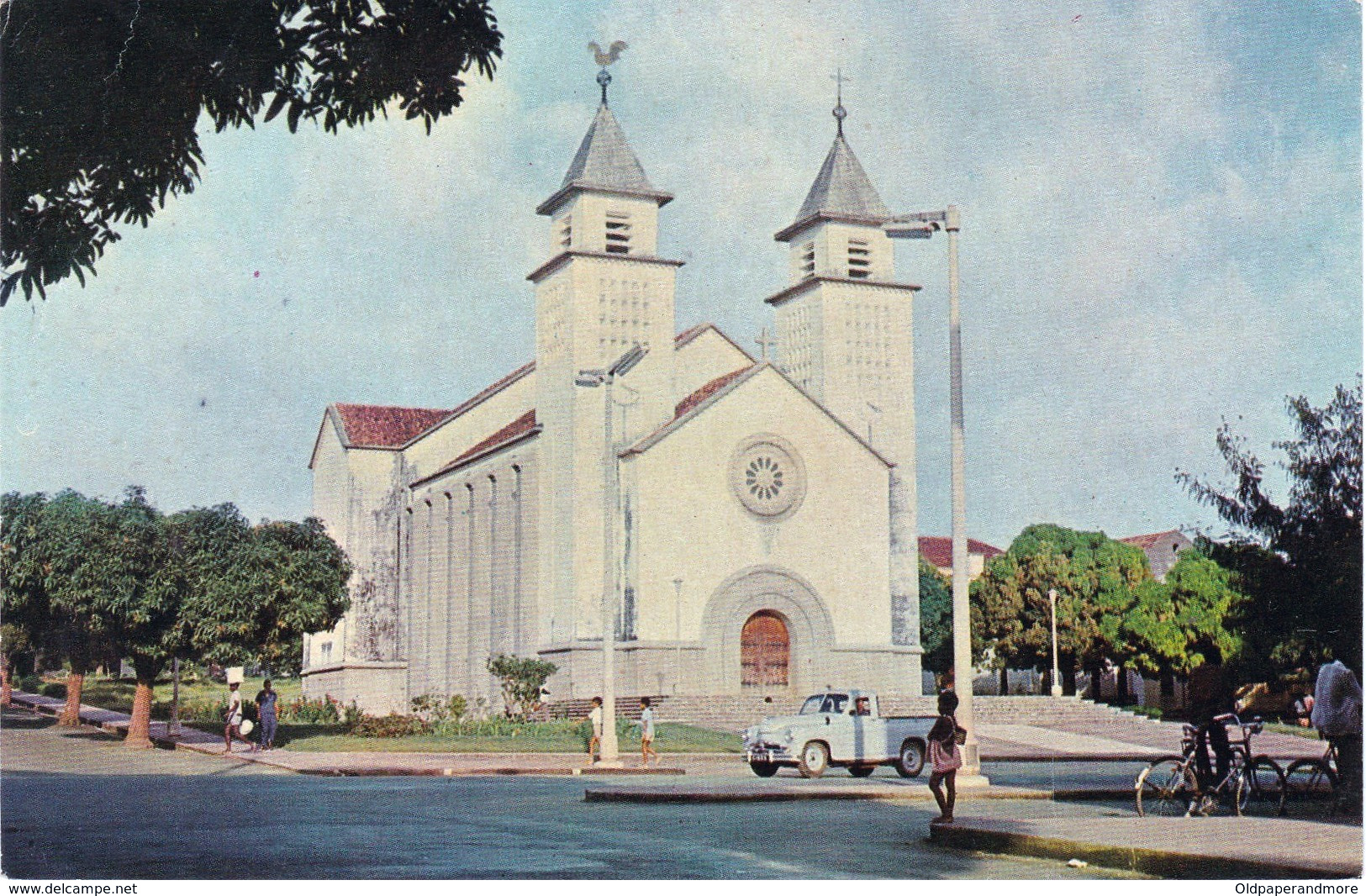
A Catedral de Bissau na década de 1960

Desde a sua sagração a nova sé catedral tornou-se o centro da Igreja Católica Romana na então colónia portuguesa da Guiné, assim como depois da independência, em 1974. Na época dos grandes esforços de urbanização levados a cabo pelo poder colonial português entre as décadas de 1940 e 1960, a catedral constituiu-se como um poderoso símbolo da presença de Portugal, e da conversão de Bissau numa "capital digna do país". O Governador Colonial, Sarmento Rodrigues escreveu, por ocasião de uma celebração em 1949: "A cidade de S. José de Bissau tem hoje um apreciável conjunto de artérias e edificações. (...) Possui hotéis, hospitais, estádio, praças, monumentos, uma catedral, água canalizada, luz e todas as modernas conveniências". A partir dessa época, quando visitantes de alta categoria se encontravam em Bissau, era imperativa uma visita à catedral, quando não um serviço religioso.
Os vitrais que se encontram nas frestas laterais foram colocados em 1953, com um subsídio especial de 70.800$00 concedido para esse efeito pelo Governo da Província. No ano seguinte, em 1954, foi montado o órgão elétrico e o para-raios.

O Presidente da República português Américo Tomás, em visita de estado à Guiné Portuguesa, no ano de 1968, visitou a catedral, tendo sido celebrado um Te Deum em sua honra.

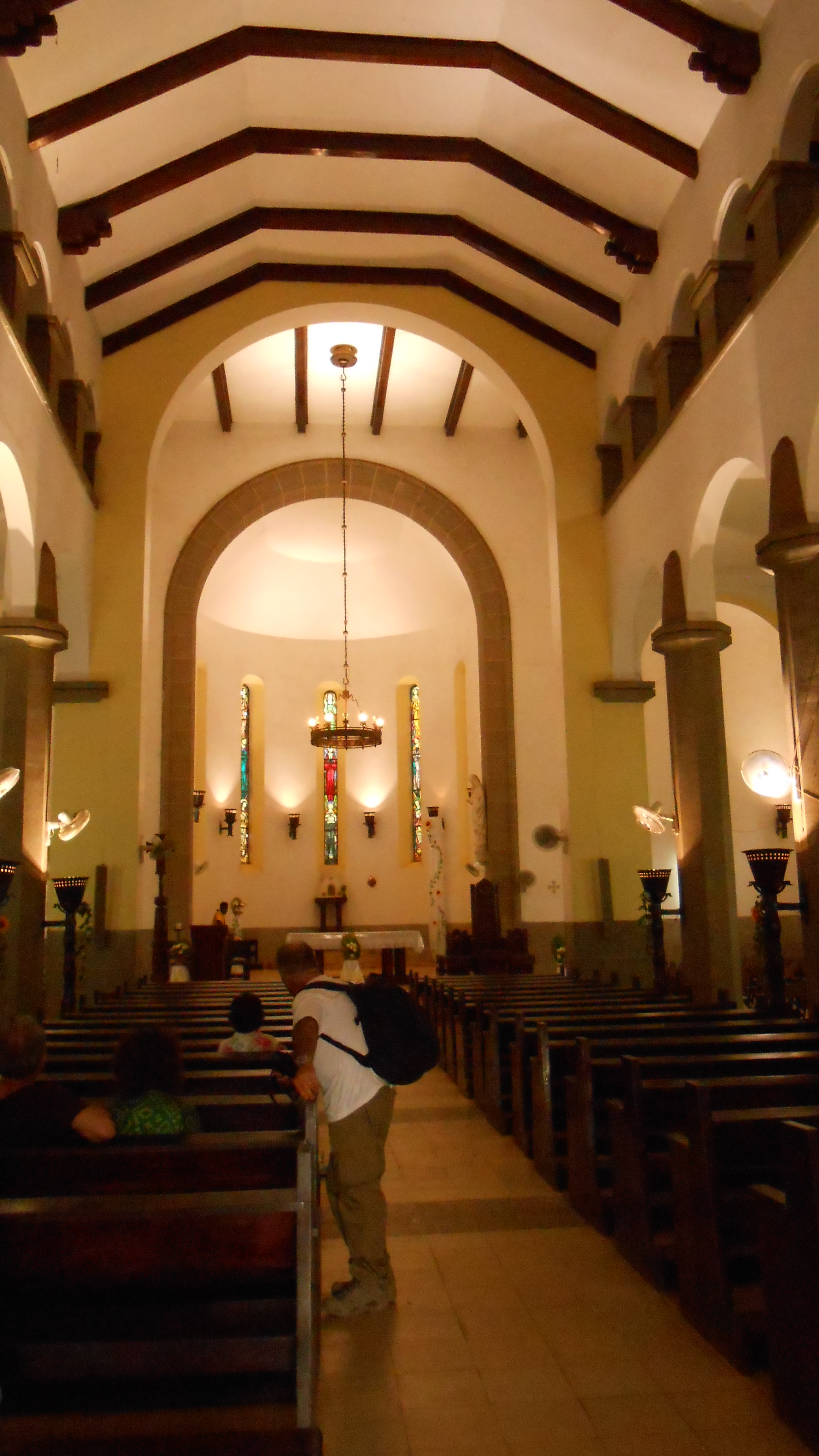
Interior

A 27 de Janeiro de 1990 a igreja foi visitada pelo Papa João Paulo II. A 9 de Agosto de 1998, o Bispo Settimio Ferrazetta, lembrando as partes em conflito na Guerra Civil na Guiné-Bissau, pregou um famoso sermão sobre a paz e tranquilidade, lamentando a enorme violência no país. Ferrazetta foi mediador naquele conflito, morrendo antes do fim da guerra civil. Após a sua morte foi enterrado na Catedral.

## Características
O edifício encontra-se recuado em relação à actual Avenida Amílcar Cabral, antiga Avenida da República, à época da sua construção, criando um largo ou adro que antecede a entrada principal. O interior constitui-se de três naves de cinco tramos, onde as laterais têm metade da largura da nave central, sendo antecedidas por um nártex que permite o acesso às torres sineiras, à câmara mortuária e ao baptistério. O transepto é relativamente estreito e discreto, com uma abside onde se encontra o altar-mor, que por sua vez comunica com a sacristia e o confessionário.
A iluminação faz-se através de vãos verticais e estreitos, centrados com os pilares da nave, e por uma rosácea centrada na fachada principal e ladeada pelas duas torres sineiras. A cobertura é em madeira, apresentando contrafortes nas paredes, conferindo-lhe uma aparência robusta.
O interior é ornamentado com diversa estatuária e vitrais coloridos.
Encontra-se em bom estado de conservação, consolidando a fachada urbana de uma das principais artérias de Bissau, em conjunto com a antiga Sede dos CTT, projetada em 1955 por Lucínio Cruz, que lhe fica fronteira.
Encontra-se indexado no banco de dados  do Sistema de Informação para o Património Arquitectónico (SIPA), que inclui os monumentos das ex-colónias portuguesas, com o número 30430.

## Farol
Na torre norte da catedral foi instalado em 1950, após a consagração da igreja, que juntamente com outro farol localizado 350 metros a sul cria uam linha de orientação para as embarcações que sobem o estuário do rio Geba rumo ao porto de Bissau. A sua luz característica é um verde piscando com um retorno de nove segundos (LFl.G. 9s).